# 志广乡
志广乡是中国黑龙江省哈尔滨市五常市下辖的一个乡，位于五常市东北方向。

## 行政区划
现辖：
群力村、群兴村、志强村、五星村、双丰村、民和村、东兴旺村、拥政村和长富村。